# Yauli (provins)
Yauli (spanska: Provincia de Yauli) är en av de nio provinser som utgör departementet Junín i de centrala delen av Anderna i Peru. Den gränsar i norr till departementet Pasco och provinsen Junín, i öster till Tarma, i söder till Jauja samt i väster till departementet Lima.

## Geografi
Provinsen Yauli har en yta av 3617,35 km².

## Indelning
Provinsen Yauli är uppdelad i följande tio distrikt. Distrikten och deras folkmängd enligt folkräkningen 2017 anges i nedanstående tabell:
| Distrikt i provinsen Yauli   | Distrikt i provinsen Yauli |
| ---------------------------- | -------------------------- |
| Distrikt                     | Befolkning (2017)          |
| La Oroya                     | 14 021                     |
| Chacapalpa                   | 687                        |
| Huayhuay                     | 1 947                      |
| Marcapomacocha               | 835                        |
| Morococha                    | 5 155                      |
| Paccha                       | 1 633                      |
| Santa Bárbara de Carhuacayán | 1 104                      |
| Santa Rosa de Sacco          | 8 977                      |
| Suitucancha                  | 690                        |
| Yauli                        | 5 341                      |
| Total                        | 40 390                     |

Centralort i provinsen är staden La Oroya, som är belägen på en höjd av 3725 m ö.h., vid Mantarofloden.